# Danh sách cầu thủ tham dự Cúp bóng đá các quốc gia châu Âu 1960
Đây là các đội hình tham dự Cúp bóng đá châu Âu 1960 ở Pháp, diễn ra từ ngày 6 đến ngày 10 tháng 7 năm 1960.

## Tiệp Khắc
Huấn luyện viên: Rudolf Vytlačil
| Số | Vt | Cầu thủ                     | Ngày sinh (tuổi)            | Số trận | Câu lạc bộ             |
| -- | -- | --------------------------- | --------------------------- | ------- | ---------------------- |
|    | TM | Justín Javorek              | 23 tháng 8, 1932 (27 tuổi)  | 0       | ČH Bratislava          |
|    | TM | Viliam Schrojf              | 2 tháng 8, 1931 (28 tuổi)   | 9       | ŠK Slovan Bratislava   |
|    | HV | Ladislav Novák (đội trưởng) | 5 tháng 12, 1931 (28 tuổi)  | 48      | Dukla Prague           |
|    | HV | Ján Popluhár                | 12 tháng 8, 1935 (24 tuổi)  | 14      | ŠK Slovan Bratislava   |
|    | HV | František Šafránek          | 2 tháng 1, 1931 (29 tuổi)   | 15      | Dukla Prague           |
|    | HV | Jiří Tichý                  | 6 tháng 12, 1933 (26 tuổi)  | 7       | ČH Bratislava          |
|    | TV | Titus Buberník              | 12 tháng 10, 1933 (26 tuổi) | 10      | ČH Bratislava          |
|    | TV | Josef Masopust              | 9 tháng 2, 1931 (29 tuổi)   | 30      | Dukla Prague           |
|    | TV | Anton Moravčík              | 3 tháng 6, 1931 (29 tuổi)   | 24      | ŠK Slovan Bratislava   |
|    | TV | Svatopluk Pluskal           | 28 tháng 10, 1930 (29 tuổi) | 28      | Dukla Prague           |
|    | TĐ | Vlastimil Bubník            | 18 tháng 3, 1931 (29 tuổi)  | 7       | Brno                   |
|    | TĐ | Milan Dolinský              | 14 tháng 7, 1935 (24 tuổi)  | 6       | ČH Bratislava          |
|    | TĐ | Andrej Kvašňák              | 19 tháng 5, 1936 (24 tuổi)  | 1       | Spartak Praha Sokolovo |
|    | TĐ | Pavol Molnár                | 13 tháng 2, 1936 (24 tuổi)  | 19      | ČH Bratislava          |
|    | TĐ | Ladislav Pavlovič           | 8 tháng 4, 1926 (34 tuổi)   | 11      | Tatran Prešov          |
|    | TĐ | Josef Vacenovský            | 9 tháng 7, 1937 (22 tuổi)   | 0       | Dukla Prague           |
|    | TĐ | Josef Vojta                 | 19 tháng 4, 1935 (25 tuổi)  | 2       | Spartak Praha Sokolovo |

## Pháp
Huấn luyện viên: Albert Batteux
| Số | Vt | Cầu thủ                     | Ngày sinh (tuổi)            | Số trận | Câu lạc bộ    |
| -- | -- | --------------------------- | --------------------------- | ------- | ------------- |
|    | TM | Georges Lamia               | 14 tháng 3, 1933 (27 tuổi)  | 5       | Nice          |
|    | TM | Jean Taillandier            | 22 tháng 1, 1938 (22 tuổi)  | 0       | Racing Paris  |
|    | HV | André Chorda                | 20 tháng 2, 1938 (22 tuổi)  | 1       | Nice          |
|    | HV | Robert Herbin               | 30 tháng 3, 1939 (21 tuổi)  | 0       | Saint-Étienne |
|    | HV | Robert Jonquet (đội trưởng) | 3 tháng 5, 1925 (35 tuổi)   | 57      | Reims         |
|    | HV | Bruno Rodzik                | 29 tháng 5, 1935 (25 tuổi)  | 1       | Reims         |
|    | HV | Robert Siatka               | 20 tháng 6, 1934 (26 tuổi)  | 0       | Reims         |
|    | HV | Jean Wendling               | 29 tháng 4, 1934 (26 tuổi)  | 6       | Reims         |
|    | TV | René Ferrier                | 7 tháng 12, 1936 (23 tuổi)  | 7       | Saint-Étienne |
|    | TV | Jean-Jacques Marcel         | 13 tháng 6, 1931 (29 tuổi)  | 35      | Racing Paris  |
|    | TV | Lucien Muller               | 3 tháng 9, 1934 (25 tuổi)   | 7       | Reims         |
|    | TĐ | Yvon Douis                  | 16 tháng 5, 1935 (25 tuổi)  | 9       | Le Havre      |
|    | TĐ | François Heutte             | 21 tháng 2, 1938 (22 tuổi)  | 4       | Racing Paris  |
|    | TĐ | Paul Sauvage                | 17 tháng 3, 1939 (21 tuổi)  | 0       | Reims         |
|    | TĐ | Michel Stievenard           | 21 tháng 9, 1937 (22 tuổi)  | 0       | Lens          |
|    | TĐ | Jean Vincent                | 29 tháng 11, 1930 (29 tuổi) | 39      | Reims         |
|    | TĐ | Maryan Wisnieski            | 1 tháng 2, 1937 (23 tuổi)   | 18      | Lens          |

## Liên Xô
Huấn luyện viên: Gavriil Kachalin
| Số | Vt | Cầu thủ                 | Ngày sinh (tuổi)            | Số trận | Câu lạc bộ       |
| -- | -- | ----------------------- | --------------------------- | ------- | ---------------- |
|    | TM | Vladimir Maslachenko    | 5 tháng 3, 1936 (24 tuổi)   | 1       | Lokomotiv Moscow |
|    | TM | Lev Yashin              | 22 tháng 10, 1929 (30 tuổi) | 30      | Dynamo Moscow    |
|    | HV | Givi Chokheli           | 27 tháng 6, 1937 (23 tuổi)  | 0       | Dinamo Tbilisi   |
|    | HV | Vladimir Kesarev        | 26 tháng 2, 1930 (30 tuổi)  | 13      | Dynamo Moscow    |
|    | HV | Anatoly Krutikov        | 21 tháng 9, 1933 (26 tuổi)  | 2       | Spartak Moskva   |
|    | HV | Anatoli Maslyonkin      | 29 tháng 6, 1930 (30 tuổi)  | 15      | Spartak Moskva   |
|    | HV | Viktor Tsaryov          | 2 tháng 6, 1931 (29 tuổi)   | 11      | Dynamo Moscow    |
|    | TV | Igor Netto (đội trưởng) | 9 tháng 1, 1930 (30 tuổi)   | 35      | Spartak Moskva   |
|    | TV | Yuriy Voynov            | 29 tháng 11, 1931 (28 tuổi) | 20      | Dynamo Kyiv      |
|    | TĐ | German Apukhtin         | 12 tháng 6, 1936 (24 tuổi)  | 3       | CSKA Moscow      |
|    | TĐ | Valentin Bubukin        | 23 tháng 4, 1933 (27 tuổi)  | 3       | Lokomotiv Moscow |
|    | TĐ | Valentin Ivanov         | 19 tháng 11, 1934 (25 tuổi) | 26      | Torpedo Moscow   |
|    | TĐ | Zaur Kaloev             | 24 tháng 3, 1931 (29 tuổi)  | 0       | Dinamo Tbilisi   |
|    | TĐ | Yury Kovalyov           | 6 tháng 2, 1934 (26 tuổi)   | 1       | Dynamo Kyiv      |
|    | TĐ | Mikheil Meskhi          | 12 tháng 1, 1937 (23 tuổi)  | 3       | Dinamo Tbilisi   |
|    | TĐ | Slava Metreveli         | 30 tháng 5, 1936 (24 tuổi)  | 4       | Torpedo Moscow   |
|    | TĐ | Viktor Ponedelnik       | 22 tháng 5, 1937 (23 tuổi)  | 1       | SKA Rostov       |

## Nam Tư
Huấn luyện viên: Ljubomir Lovrić, Dragomir Nikolić, & Aleksandar Tirnanić
| Số | Vt | Cầu thủ                  | Ngày sinh (tuổi)            | Số trận | Câu lạc bộ         |
| -- | -- | ------------------------ | --------------------------- | ------- | ------------------ |
|    | TM | Milutin Šoškić           | 31 tháng 12, 1937 (22 tuổi) | 9       | FK Partizan        |
|    | TM | Blagoje Vidinić          | 11 tháng 6, 1934 (26 tuổi)  | 4       | Radnički Beograd   |
|    | HV | Tomislav Crnković        | 17 tháng 6, 1929 (31 tuổi)  | 50      | Dinamo Zagreb      |
|    | HV | Vladimir Durković        | 6 tháng 11, 1937 (22 tuổi)  | 10      | Crvena Zvezda      |
|    | HV | Fahrudin Jusufi          | 8 tháng 12, 1939 (20 tuổi)  | 6       | FK Partizan        |
|    | HV | Žarko Nikolić            | 16 tháng 10, 1938 (21 tuổi) | 1       | Vojvodina Novi Sad |
|    | TV | Jovan Miladinović        | 30 tháng 1, 1939 (21 tuổi)  | 6       | FK Partizan        |
|    | TV | Željko Perušić           | 23 tháng 3, 1936 (24 tuổi)  | 4       | Dinamo Zagreb      |
|    | TV | Ante Žanetić             | 18 tháng 11, 1936 (23 tuổi) | 4       | Hajduk Split       |
|    | TV | Branko Zebec             | 17 tháng 5, 1929 (31 tuổi)  | 59      | Crvena Zvezda      |
|    | TĐ | Milan Galić              | 8 tháng 3, 1938 (22 tuổi)   | 4       | FK Partizan        |
|    | TĐ | Dražan Jerković          | 6 tháng 8, 1936 (23 tuổi)   | 1       | Dinamo Zagreb      |
|    | TĐ | Tomislav Knez            | 9 tháng 6, 1938 (22 tuổi)   | 4       | Borac Banja Luka   |
|    | TĐ | Bora Kostić (đội trưởng) | 14 tháng 6, 1930 (30 tuổi)  | 16      | Crvena Zvezda      |
|    | TĐ | Željko Matuš             | 9 tháng 8, 1935 (24 tuổi)   | 0       | Dinamo Zagreb      |
|    | TĐ | Muhamed Mujić            | 25 tháng 4, 1932 (28 tuổi)  | 19      | Velež Mostar       |
|    | TĐ | Dragoslav Šekularac      | 8 tháng 11, 1937 (22 tuổi)  | 15      | Crvena Zvezda      |